# 八代通停留場
八代通停留場（日语：／ Yashiro dori teiryūjō */?），是位於高知縣吾川郡伊野町枝川，土佐電交通伊野線的電車站。

## 歷史
八代通停留場在1908年（明治41年），伊野線咥內停留場至枝川停留場開通時啟用。電車站原本在東邊，後來遷移至現地，遺地變成了不可上落客的八代號誌站。該號誌站後來於2014年（平成26年）遷移至此電車站西邊的中山停留場。
- 1908年（明治41年）2月20日 - 土佐電氣鐵道電車站啟用[1][4]。
- 日期不詳 - 電車站向西遷移，原本的地方變成了八代號誌站[2]。
- 2014年（平成26年）10月1日 - 土佐電氣鐵道、高知縣交通（日语：高知県交通）和土佐電Dream Service（日语：土佐電ドリームサービス）合併，土佐電交通成立[5]。成為土佐電交通的電車站。
- 2017年（平成29年）12月21日 - 隨著天神谷川進行河川改善工程，電車站向北邊遷移10米[6]。

## 電車站構造
電車站是建造在專用路軌上，設有2面1線的相對式月台上。路軌北邊為播磨屋橋方向月台，南邊為伊野方向乘車處。兩邊的乘車處都在安全島（月台）上。

## 電車站周邊
電車站附近為新興住宅區。東邊的伊野線路軌與國道33號高知西繞道相交。
- 伊野町立枝川小學
- 枝川郵局
- 高知信用金庫（日语：高知信用金庫）伊野分店
- 高知縣農業協同組合（日语：高知県農業協同組合）（JA高知縣）枝川出張所
- 宇治川

## 巴士路線
在「八代通」巴士站中設有以下巴士路線停靠。
| 乘車處 | 系統                 | 主要途經             | 目的地       | 巴士公司     | 備註 |
| ------ | -------------------- | -------------------- | ------------ | ------------ | ---- |
|        | G2                   | 朝倉站前、北播磨屋橋 | 高知站       | 縣交北部交通 |      |
| Z1-G2  | 八代、北播磨屋橋     | 高知站               |              | 縣交北部交通 |      |
|        | Z1                   |                      | 伊野健康中心 | 縣交北部交通 |      |
| Z2,Z5  | 伊野健康中心、伊野站 | 狩山口               |              | 縣交北部交通 |      |
| Z3     | 伊野健康中心、伊野站 | 土居                 |              | 縣交北部交通 |      |
| Z4     | 伊野健康中心、伊野站 | 長澤                 |              | 縣交北部交通 |      |

## 相鄰電車站
土佐電交通
伊野線
宇治團地前－八代通－（中山號誌站）－中山
- 在2014年（平成26年）前，此電車站與鄰站宇治團地前停留場之間曾經設有八代號誌站。

## 注腳
1. 1 2  《土佐電鉄が走る街 今昔》99・156-158頁
2. 1 2 3 4  《土佐電鉄が走る街 今昔》46頁
3. ↑  草町義和. . Response. (イード). 2014-11-07  [2017-05-20]. （原始内容存档于2020-08-08） （日语）.
4. ↑  今尾惠介（監修）. . 11 中国四国. 新潮社. 2009: 60. ISBN 978-4-10-790029-6 （日语）.
5. ↑  上野宏人. . 毎日新聞 (毎日新聞社). 2014-10-02 （日语）.
6. ↑  . 鉄道ファン・railf.jp.   [2018-07-23]. （原始内容存档于2018-07-23） （日语）.
7. 1 2  川島令三. . 【図説】 日本の鉄道. 第2巻 四国西部エリア. 講談社. 2013: 43・94頁. ISBN 978-4-06-295161-6 （日语）.